# Mateo Gil
Pour les articles homonymes, voir Gil.
Mateo Gil Rodríguez est un scénariste et réalisateur espagnol né le 23 septembre 1972 à Las Palmas de Gran Canaria et surtout connu pour sa collaboration avec Alejandro Amenábar.

## Biographie
Il co-écrit beaucoup de films d'Alejandro Amenábar : Tesis, Ouvre les yeux, Mar adentro et Agora.
En 1999, il réalise son premier long-métrage, le thriller Jeu de rôles (Nadie conoce a nadie). Il réalise ensuite en 2011 le western Blackthorn et en 2016 le film de science-fiction Realive.

## Filmographie

### Réalisateur
- 1994 : Antes del beso (court)
- 1994 : Soñé que te mataba (court)
- 1996 : Cómo se hizo 'Tesis' (documentaire)
- 1998 : Allanamiento de morada (court)
- 1999 : Jeu de rôles (Nadie conoce a nadie)
- 2006 : Scary Stories (épisode Spectre)
- 2008 : Dime que yo (court)
- 2011 : Blackthorn
- 2016 : Realive (Proyecto Lazaro)
- 2018 : Las leyes de la termodinámica (es)
- 2020 : Coup pour coup (es) (Los favoritos de Midas) (mini-série)

### Scénariste
- 1996 : Tesis
- 1997 : Ouvre les yeux
- 1998 : Allanamiento de morada
- 1999 : Jeu de rôles
- 2004 : Mar adentro
- 2005 : La Méthode
- 2006 : Scary Stories (épisode Spectre)
- 2008 : Dime que yo
- 2009 : Agora
- 2016 : Realive (Proyecto Lazaro)
- 2024 : Pedro Páramo

## Distinctions
- 2016 : Grand prix du jury et prix du public au festival des Utopiales pour Realive ;
- 2011 : Prix Goya du meilleur court-métrage de fiction pour Dime que yo ;
- 2010 : Prix Goya du meilleur scénario original pour Agora partagé avec Alejandro Amenábar ;
- 2005 : Prix Goya de la meilleure adaptation pour La Méthode ;
- 2005 : Prix Goya du meilleur scénario original pour Mar adentro partagé avec Alejandro Amenábar.